# Legau
Legau est une commune de Bavière (Allemagne), située dans l'arrondissement d'Unterallgäu, dans le district de Souabe.

## Personnalité
- Joseph Echteler (1853-1908), sculpteur, y est né.